# لسوتو
لسوتو (به انگلیسی: Lesotho، /ləˈsu:.tu:/)نام رسمی پادشاهی لسوتو (به انگلیسی: Kingdom of Lesotho) کشوری محصور در خشکی در جنوب آفریقا است. این کشور به‌طور کامل درون قلمروی آفریقای جنوبی قرار دارد و تنها کشوری در جهان است که به‌طور کامل در ارتفاعی بالاتر از ۱٬۴۰۰ متر از سطح دریا واقع شده‌است.پایتخت و بزرگ‌ترین شهر لسوتو، ماسرو است. زبان‌های رسمی این کشور زبان سوتو و زبان انگلیسی هستند. لسوتو دارای نظام حکومتی پادشاهی مشروطه با ساختار پارلمانی است. پادشاه فعلی کشور، لتسی سوم، و نخست‌وزیر آن سام ماتکانه است.
جمعیت لسوتو در سال ۲۰۲۳ حدود ۲٫۲ میلیون نفر برآورد شده‌است. مردم این کشور عمدتاً از قوم باسوتو هستند. دین غالب در لسوتو، مسیحیت است.لسوتو در تاریخ ۴ اکتبر ۱۹۶۶ از بریتانیا استقلال یافت. واحد پول آن لوتی لسوتو (LSL) است که هم‌ارز رند آفریقای جنوبی (ZAR) عمل می‌کند. لسوتو یکی از اعضای اتحادیه آفریقا و دیگر نهادهای منطقه‌ای و بین‌المللی است.

## تاریخ
ساکنان اصلی منطقه‌ای که اکنون لسوتو نامیده می‌شوند، از اقوام کهن شکارچی-گردآورنده معروف به بوشمن (سان) بودند. نمونه‌هایی از هنر سنگ آنها را می‌توان در کوه‌های سراسر منطقه پیدا کرد.
لسوتو که پیش از این باسوتولند نامیده می‌شد بر اساس معاهده سال ۱۸۴۳ بریتانیا و رئیس بومیان محلی یا موشوئشوئه تحت‌الحمایهٔ بریتانیا شد.
لسوتو در سال ۱۸۷۱ به صورت مستعمرهٔ دماغهٔ آفریقای بریتانیا شناخته شد. در سال ۱۸۸۴ مستقیماً تحت کنترل پادشاهی بریتانیا درآمد و در ۴ اکتبر ۱۹۶۶ میلادی باسوتولند با نام «لسوتو» رسماً از بریتانیا اعلام استقلال کرد و موشوئشوئه دوم به عنوان پادشاه لسوتو معرفی شد.

## سیاست

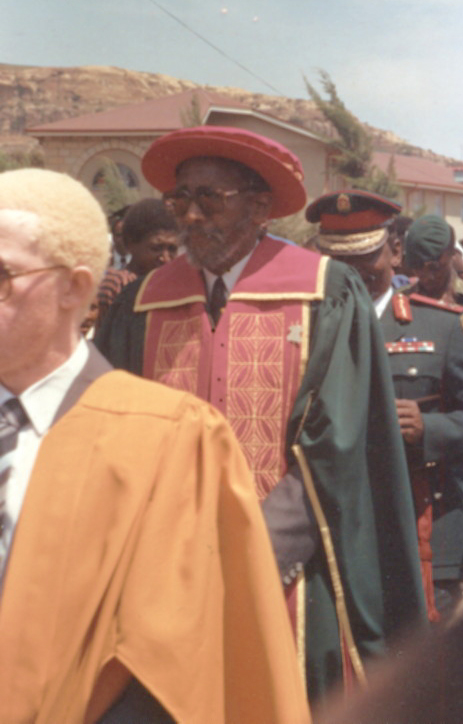
موشوئشوئهٔ دوم

در انتخابات سال ۱۹۷۰ در لسوتو، انتسو موخله، رئیس حزب کنگرهٔ لسوتو پیروزی خود را اعلام کرد، اما نخست‌وزیر لبوآ جاناتان نتایج انتخابات را باطل اعلام، قانون اساسی را به حالت تعلیق و موخله را بازداشت کرد، پادشاه موشوئشوئهٔ دوم نیز به دلیل حمایت از موخله تبعید شد، ولی چندی بعد با مصالحه با جاناتان به وطن بازگشت، قانون اساسی جدید که پادشاه را از مداخله در امر سیاست بازمی‌داشت و دست نخست‌وزیر را هرچه بیشتر می‌گشود تصویب شد.
در فوریه ۱۹۹۰ پادشاه با خلع وی از قدرت و جایگزینی اش مخالفت کرد، سپس نخست‌وزیر همان اختیار ناچیز پادشاه را نیز معلق اعلام و دستور هجوم به کاخ پادشاهی در ماسرو را صادر کرد، پس از آن پادشاه نگون‌بخت دستگیر و بار دیگر روانهٔ تبعید شد، پس از خلع پادشاه، پسرش، لتسی سوم پادشاه لسوتو شد.
در آوریل ۱۹۹۰ جوستین متسینو لخانیا رئیس شورای نظامی لسوتو شد. در همین هنگام لخانیا، پادشاه را مجبور به استعفا و سرهنگ رامائنا در مه ۱۹۹۰ به‌طور موقت صاحب اختیارات پادشاهی شد.

پرچم لسوتو از سال ۱۹۸۷ تا ۲۰۰۶ میلادی

در ژانویه ۱۹۹۵، موشوئشوئهٔ دوم که در تبعید بود بار دیگر پادشاه شد و پسرش (لتسی سوم) نیز شاهزاده باقی‌ماند. در سال ۱۹۹۶، موشوئشوئه دوم بر اثر سانحهٔ رانندگی مشکوک که گمان می‌رفت توطئه‌ای از جانب پسر بوده باشد، کشته شد. از آن پس به بعد پسرش لتسی سوم بار دیگر پادشاه شد.
در پاییز ۱۹۹۸ تعدادی از مردم با برپایی تظاهرات در برابر کاخ سلطنتی خواستار انتخاب پاکالیتا موسیسیلی به عنوان نخست‌وزیر شدند. در سال ۲۰۰۲ موسیسیلی به عنوان نخست‌وزیر انتخاب شد، او ضمن اعمال پاره‌ای اصلاحات، آزادی‌هایی نیز به احزاب مخالف در پارلمان داد.

## تقسیمات کشوری

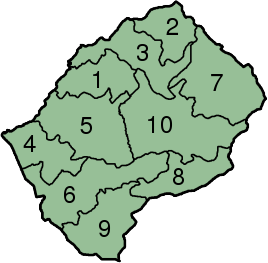

کشور لسوتو دارای ۱۰ ناحیه می‌باشد:
۱ – باریا (Berea)
۲ – بوتا بوته (Butha-Buthe)
۳ – لریبه (Leribe)
۴ – مافتنگ (Mafeteng)
۵ – ماسرو (Maseru)
۶ – موهالس هوک (Mohale's Hoek)
۷ – موخوتلونگ (Mokhotlong)
۸ – کاچاز نک (Qacha's Nek)
۹ – کوتینگ (Quthing)
۱۰ – تابا تسگا (Thaba-Tseka)

## جغرافیا

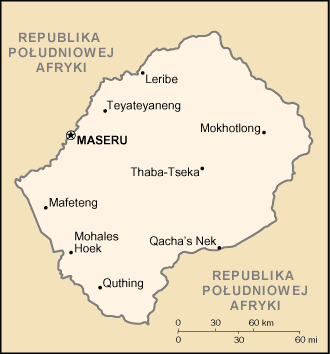

پایتخت لسوتو، شهر ماسرو با ۲۲۷٬۸۸۰ نفر جمعیت می‌باشد.
مساحت لسوتو ۳۰٬۳۵۵ کیلومتر مربع و جمعیت آن ۲٬۱۴۲٬۰۰۰ نفر است.
از مهم‌ترین شهرهای لسوتو می‌توان به تیاتیاننگ ۷۵٬۱۱۵ نفر، ماپوتسوئه ۳۶٬۲۰۰ نفر، هلوتسه ۲۳۰۰۰ نفر و مافتنگ ۳۶٬۰۰۰ هزار نفر اشاره کرد.
لسوتو سرزمینی مسطح و هموار است که در احاطه کامل جمهوری آفریقای جنوبی قرار دارد. ارتفاع آن از سطح دریا بیش از ۱۰۰ متر است. این کشور به لحاظ توپوگرافی یا مکان نگاری، به چهار منطقه: زمین‌های پست، کوهپایه، کوهستانی و دره رودخانه سنکو تقسیم می‌گردد.
سرزمین‌های پست، شامل یک کمربند باریک در کنار مرزهای غربی است که کمتر از ۱۸۰۰ متر ارتفاع دارند و وجه مشخصه آن، خاک‌های حاصلخیز ناشی از آتشفشان است؛ درحالی‌که بخش جنوبی دارای خاک‌های غیر حاصلخیز، شنزار و خاک رس است. منطقه کوهپایه‌ای، شامل مناطقی است که بین ۱۸۰۰ تا ۲۰۰۰ متر از سطح دریا، ارتفاع دارند. خاک این مناطق بسیار حاصلخیز است و بهره‌وری کشاورزی آن بالاست.
منطقه کوهستانی، دارای صخره‌های ناهموار و دره‌های عمیق است که زندگی انسان‌ها در آن را بسیار دشوار نموده‌است. این منطقه، اصلی‌ترین منطقه برای تأمین علوفه و چرای دام‌ها می‌باشد. آخرین منطقه، یعنی دره رودخانه سنکو، باریکه‌ای است در ساحل رودخانه سنکو که در عمق کوه‌های مالوتی رخنه کرده‌است. خاک این منطقه از بسیار غنی تا بسیار فقیر، متغیر است.
منطقه شرق کشور را صخره‌های ناهموار و رشته کوه‌های مالوتی پوشانده‌است؛ از این‌رو داری جمعیت کم و پراکنده می‌باشد و به دلیل شباهت زیاد طبیعت کوهستانی با کشور سوئیس، آن را «سوئیس آفریقای جنوبی» نیز نامیده‌اند.
| ۱۹۵۰ | ۰٫۷ |
| ۲۰۰۰ | ۱٫۸ |
| ۲۰۱۶ | ۲٫۲ |

## اقتصاد

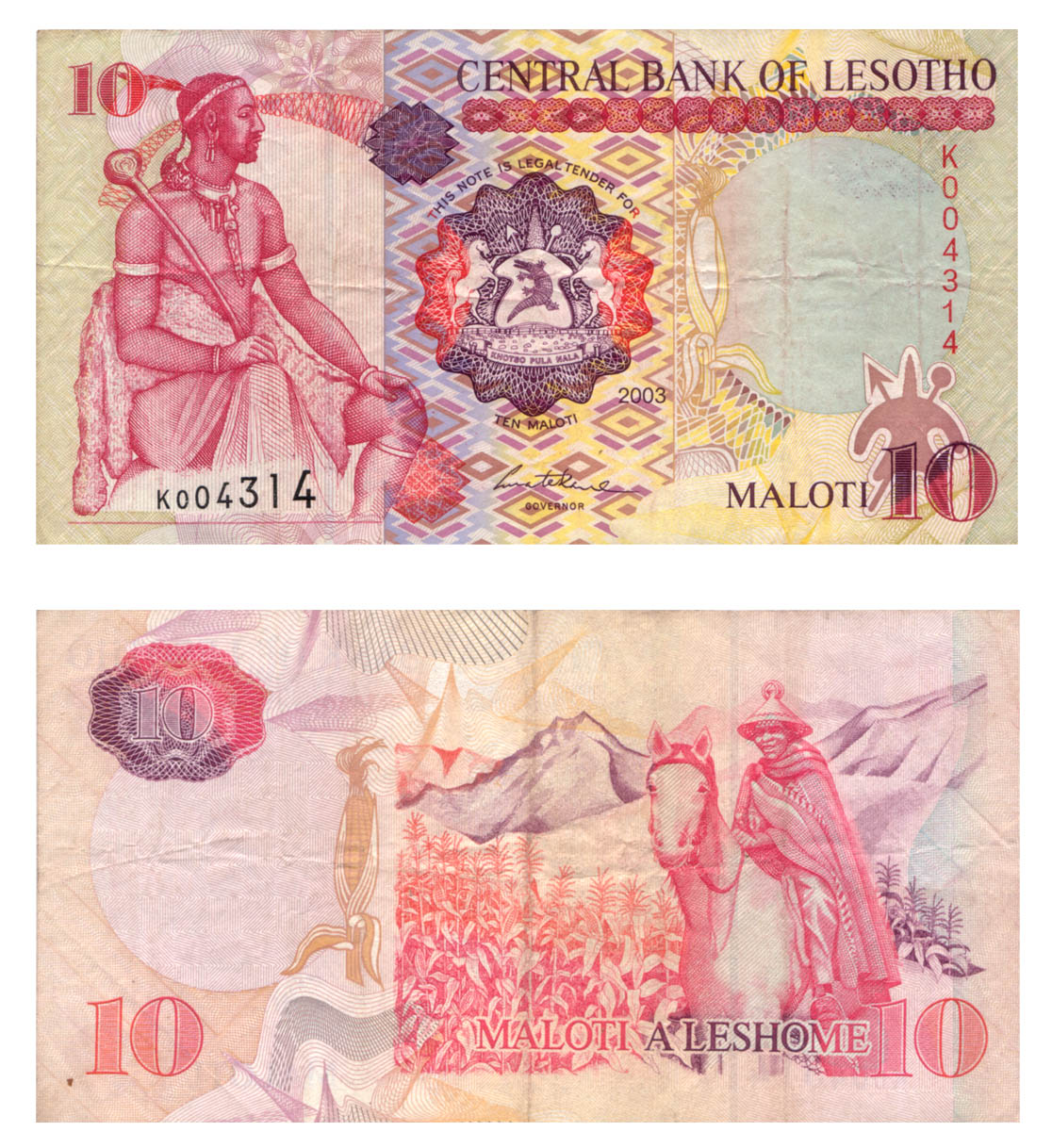

واحد پول لسوتو نیز، لوتی با واحد جزء (لیسنته) نام دارد.
از مهم‌ترین صادارت لسوتو می‌توان به پوشاک، کفش و محصولات زراعی اشاره کرد.
بسیاری از مردم لسوتو برای کار به آفریقای جنوبی می‌روند.
لسوتو از اعضای کشورهای مشترک‌المنافع و اتحادیهٔ آفریقاست.

## مردم

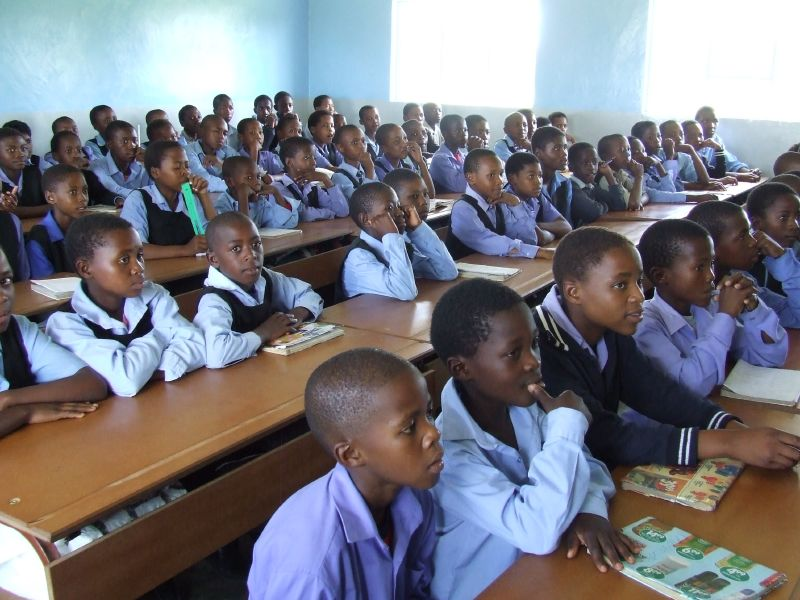
یک کلاس درس در لسوتو

نژاد ۹۹٫۷ ٪ لسوتویی‌ها، سوتو و کمتر از سه دهم درصد نیز اروپایی و آسیایی هستند. دین ۸۰ ٪ مردم لسوتو، مسیحی و۲۰ ٪ نیز پیرو عقاید بومی و سنتی هستند. زبان‌های سوتو و انگلیسی هر دو زبان رسمی لسوتو هستند.
جمعیت لسوتو براساس سرشماری سال ۱۹۹۹، بیش از دو میلیون نفر برآورد می‌گردد و میانگین نرخ رشد آن معادل ۱٫۸ درصد می‌باشد. اعضای قبیله باسوتو، بیش از ۹۰ درصد جمعیت را تشکیل داده‌اند و بقیه جمعیت شامل نژادهای هندی و اروپایی و نژادهای مختلط هستند.
زبان انگلیسی به عنوان زبان دوم، به‌طور گسترده‌ای در بازرگانی و مراکز آموزشی کاربرد دارد.